# Stuart Lane
Pas d'image ? Cliquez ici

a Compétitions nationales et continentales officielles uniquement.

b Matchs officiels uniquement.
Stuart Morris Lane, né le 12 novembre 1952 à Tredegar, est un joueur de rugby à XV, qui a joué avec l'équipe du pays de Galles, évoluant au poste de troisième ligne aile. 

## Carrière
Stuart Lane dispute son premier test match le 11 juin 1978 à l’occasion d’un match contre l'équipe d'Australie et le dernier contre l'équipe d'Irlande le 15 mars 1980. Il participe à la tournée des Lions britanniques en 1980 en Afrique du Sud sans jouer de test match. Il évolue en club au Cardiff RFC de 1974 à 1982 avant de rejoindre le Newport RFC. Il n'y joue que deux matchs puis part au Newbridge RFC.

## Statistiques en équipe nationale
- 5 sélections
- Sélections par année : 2 en 1978, 1 en 1979, 2 en 1980
- Tournois des Cinq Nations disputés : 1979, 1980